# الرابطة الأمريكية للأنثروبولوجيا
الرابطة الأمريكية للأنثروبولوجيا (إيه إيه إيه) هي منظمة تجمع العلماء والعاملين في مجال الأنثروبولوجيا (علم الإنسان). تضم الرابطة التي يقع مقرها في أرلينغتون، فرجينيا نحو 10,000 عضو من علماء الآثار، وعلماء الأنثروبولوجيا الثقافية، وعلماء الأنثروبولوجيا الحيوية (أو المادية)، وعلماء الأنثروبولوجيا اللغوية، وعلماء اللغويات، وعلماء الأنثروبولوجيا الطبية، وعلماء الأنثروبولوجيا التطبيقية في الجامعات، والكليات، والمؤسسات البحثية، والوكالات الحكومية، والمتاحف، والمنظمات غير الربحية في جميع أنحاء العالم. تنشر الرابطة الأمريكية للأنثروبولوجيا أكثر من 20 مجلة علمية مراجعة من قِبل النظراء، وهي متوفرة طباعةً وعبر الإنترنت من خلال موقع أنثروسورس AnthroSource. تأسست الرابطة الأمريكية للأنثروبولوجيا في عام 1902.

## الأقسام
تتكون الرابطة الأمريكية للأنثروبولوجيا من 40 قسمًا، وهذه الأقسام هي مجموعات مبنية حول الهوية أو الشؤون الفكرية في مجال الأنثروبولوجيا. يملك كل قسم منها رئيسًا منتخبًا، والعديد منها ينشر مجلات ويستضيف اجتماعات. 

### الأقسام
- الجمعية العرقية الأمريكية (AES)
- الأنثروبولوجيا والبيئة (A&E)
- قسم الآثار التابع للجمعية الأمريكية للأنثروبولوجيا (AD)
- رابطة الأنثروبولوجيا الأفريقية (AfAA)
- رابطة الأنثروبولوجيا النسوية (AFA)
- رابطة الأنثروبولوجيا السياسية والقانونية (APLA)
- رابطة أنثروبولوجيا الأشخاص المختلفين (AQA)
- رابطة أنثروبولوجيا السياسة (ASAP)
- رابطة علماء الأنثروبولوجيا السود (ABA)
- رابطة علماء الأنثروبولوجيا المحليين (AIA)
- رابطة علماء الأنثروبولوجيا اللاتينيين واللاتينيات (ALLA)
- رابطة كبار علماء الأنثروبولوجيا (ASA)
- قسم الأنثروبولوجيا البيولوجية (BAS)
- رابطة الأنثروبولوجيا في الولايات الوسطى (CSAS)
- مجلس أنثروبولوجيا المتاحف (CMA)
- مجلس الأنثروبولوجيا والتعليم (CAE)
- الثقافة والزراعة (C&A)
- جمعية الأنثروبولوجيا التطورية (EAS)
- قسم الأنثروبولوجيا العامة (GAD)
- قسم الشرق الأوسط (MES)
- الرابطة الوطنية لممارسة الأنثروبولوجيا (NAPA)
- الرابطة الوطنية لعلماء الأنثروبولوجيا من الطلاب (NASA)
- جمعية علوم الأنثروبولوجيا (CAS)
- جمعية الأنثروبولوجيا في كليات المجتمع (SACC)
- جمعية الأنثروبولوجيا الثقافية (SCA)
- جمعية أنثروبولوجيا شرق آسيا (SEAA)
- جمعية الأنثروبولوجيا الاقتصادية (SEA)
- جمعية الأنثروبولوجيا الإنسانية (SHA)
- جمعية أنثروبولوجيا أمريكا اللاتينية والبحر الكاريبي (SLACA)
- جمعية الأنثروبولوجيا اللغوية (SLA)
- جمعية الأنثروبولوجيا الطبية (SMA)
- جمعية الأنثروبولوجيا النفسية (SPA)
- جمعية أنثروبولوجيا الوعي (SAC)
- جمعية الأنثروبولوجيا في أوروبا (SAE)
- جمعية أنثروبولوجيا الأغذية والتغذية (SAFN)
- جمعية الأنثروبولوجيا في أمريكا الشمالية (SANA)
- جمعية أنثروبولوجيا الدين (SAR)
- جمعية أنثروبولوجيا العمل (SAW)
- جمعية الأنثروبولوجيا الحضرية والوطنية وعبر الوطنية/العالمية (SUNTA)
- جمعية الأنثروبولوجيا البصرية (SVA)

## المنشورات
تنشر الرابطة الأمريكية للأنثروبولوجيا أكثر من 20 منشورًا في القسم بما في ذلك أميريكان أنثروبولوجيست، وأميريكان إثنولوجيست، وكالتشورال أنثروبولوجي، وأنثروبولوجي آند إيديوكيشن كوارترلي، وميديكال أنثروبولوجي كوارترلي. تصدر المجلة الرسمية للرابطة الأمريكية للأنثروبولوجيا، أنثروبولوجي نيوز، كل شهرين. تكون منشورات الرابطة متاحة على الإنترنت من خلال موقع أنثروسورس AnthroSource. كانت جميع المنشورات منذ عام 2007 بالشراكة مع وايلي بلاكويل، ومنذ عام 1962، نشرت الجمعية دليلًا لها قدمت فيه معلومات حول برامجها وأقسامها والموظفين التابعين لها. 

## الاجتماعات
عقدت الرابطة منذ عام 1902 اجتماعات سنوية. يُعتبر الاجتماع السنوي لرابطة الأنثروبولوجيا، الذي يضم أكثر من 6000 مشارك، أكبر تجمع في العالم لعلماء الأنثروبولوجيا. يُعقد الاجتماع في مكان مختلف كل عام.

## الرؤساء
يكون اختيار رؤساء الرابطة من أحد التخصصات الفرعية الأربعة للأنثروبولوجيا الأمريكية: اختير حتى عام 2003 نحو 46 رئيسًا من علماء الأنثروبولوجيا الاجتماعية الثقافية، و19 رئيسًا من علماء الآثار، و6 رؤساء من علماء الأنثروبولوجيا الحيوية، و6 آخرين من اللغويين.
- ويليام جون ماكجي (1902- 1904)
- فريدريك وارد بوتنام (1905- 1906)
- فرانز بواس (1907-1908)
- ويليام هنري هولمز (1909-1910)
- جيسي والتر فيوكس (1911- 1912)
- رولاند بوريدغ ديكسون (1913-1914)
- فريدريك ويب هودج (1915-1916)
- ألفريد لويس كروبر (1917-1918)
- كلارك ويسلر (1919-1920)
- دبليو. سي. فارابي (1921-1922)
- والتر هوغ (1923-1924)
- أليس هيردليكا (1925-1926)
- مارشال سافيل (1927-1928)
- ألفريد مارستون توزر (1929-1930)
- جورج غرانت ماكوردي (1931)
- جون ريد سوانتون (1932)
- فاي كوبر كول (1933-1934)
- روبرت هاري لوي (1935)
- هربرت جوزيف سبيندين (1936)
- نيلز كريستيان نيلسون (1937)
- إدوارد سابير (1938)
- دايموند جيني (1939)
- جون كوبر (1940)
- إلسي كلوز بارسونس (1941)
- ألفريد فينسنت كيدر (1942)
- ليزلي سبير (1943)
- روبرت ريدفيلد (1944)
- نيل جود (1945)
- رالف لينتون (1946)
- روث بنديكت (يناير-مايو 1947)
- كلايد كلوكهون [الإنجليزية] (مايو-ديسمبر 1947)
- هاري ليونيل شابيرو (1948)
- ألفريد إيرفينغ هالويل (1949)
- رالف ليون بيلز (1950)
- وليام وايت هاولز (1951)
- وينديل سي بينيت (1952)
- فريد إيغان (1953)
- جون أوتيس برو (1954)
- جورج مردوك (1955)
- إميل هوري (1956)
- أدامسون هوبيل (1957)
- هاري هويير (1958)
- سول تاكس (1959)
- مارغريت ميد (1960)
- غوردون ويلي (1961)
- شيروود واشبرن (1962)
- موريس أوبلر (1963)
- ليزلي وايت (1964)
- ألكسندر سبوير (1965)
- جون جيلين (1966)
- فريديريكا دي لاغونا (1967)
- إيرفينغ روس (1968)
- كورا دوبوا (1969)
- جورج فوستر الابن (1970)
- تشارلز واغلي (1971)
- أنتوني والاس (1972)
- جوزيف كاساغراند (1973)
- إدوارد سبايسر (1974)
- إرنشتاين فريدل (1975)
- والتر غولدشميدت (1976)
- ريتشارد نيوبولد آدمز (1977)
- فرانسيس هسو (1978)
- بول جاي. بوهنان (1979)
- كونراد إم. أرنسبرغ (1980)
- ويليام سنورفيتانت (1981)
- ماري مارغريت كلارك (1982)
- ديل هاثاوي هايمز (1983)
- نانسي لوري (1984-1985)
- جون هيلم (1986-1987)
- روي رابابورت (1988-1989)
- جين بويسترا (1989-1991)
- أنيت وينر (1991-1993)
- جيمس بيكوك (1993-1995)
- يولاندا تيريزا موسى (1995-1997)
- جين هيل (1997-1999)
- لويز لامفير (1999-2001)
- دون برينيس (2001-2003)
- إليزابيث برومفيل (2003-2005)
- آلان غودمان (2005-2007)
- سيتا لو (2007-2009)
- فرجينيا دومينغيز (2009-2011)
- ليث مولينغز (2011-2013)
- مونيكا هيلر (2013-2015)
- أليس ووترستون (2015- 2017)
- أليكس باركر (2017-2019)